# Poule de Bielefeld
Pour des articles plus généraux, voir Gallus gallus domesticus et Liste des races de poules.
La poule de Bielefeld, ou Bielefelder en allemand, est une race de poule domestique autosexable, originaire d'Allemagne.

## Origine
La Bielefelder est une race de poules originaire de la région de Bielefeld. Elle a été créée dans les années 1970 par l'éleveur allemand Gerd Roth à partir de la Welsumer, de l'Amrock, de la Malines, de la New-Hampshire et de la Rhode-Island. Elle est homologuée le 22 août 1980.

## Description
La Bielefelder est une poule autosexable précoce et rustique, à ponte respectable de gros œufs bruns. En effet, les poussins mâles d'un jour sont jaune ocre avec des barres dorsales brun clair et une tache coucou blanc sur la tête. Les poussins femelles sont brun clair avec des barres dorsales brun foncé. 
C'est une grande volaille avec ligne du dos longue et horizontale et angle de la queue obtus, port à peine mi-haut et cuisses le moins visibles possible. 
La version grande race pond environ 200 œufs par an, tandis que la race naine pond environ 120 œufs par an.

### Standard
- Crête : simple.
- Oreillons : rouges.
- Couleur des yeux : rouge orangé.
- Couleur de la peau : jaune.
- Couleur des tarses : jaune.
- Variétés de plumage : saumon coucou argenté, saumon coucou doré foncé, saumon coucou doré clair.

Grande race :
- Masse idéale : Coq : 3 à 4 kg ; Poule : 2,5 à 3,25 kg.
- Œufs à couver : min. 60g, coquille brune.
- Diamètre des bagues : Coq : 22mm ; poule : 20mm.

Naine :
- Masse idéale : Coq : 1300g ; Poule : 1000g.
- Œufs à couver : min. 49g, coquille brune.
- Diamètre des bagues : Coq : 15mm ; poule : 12mm.

## Galerie de Photos

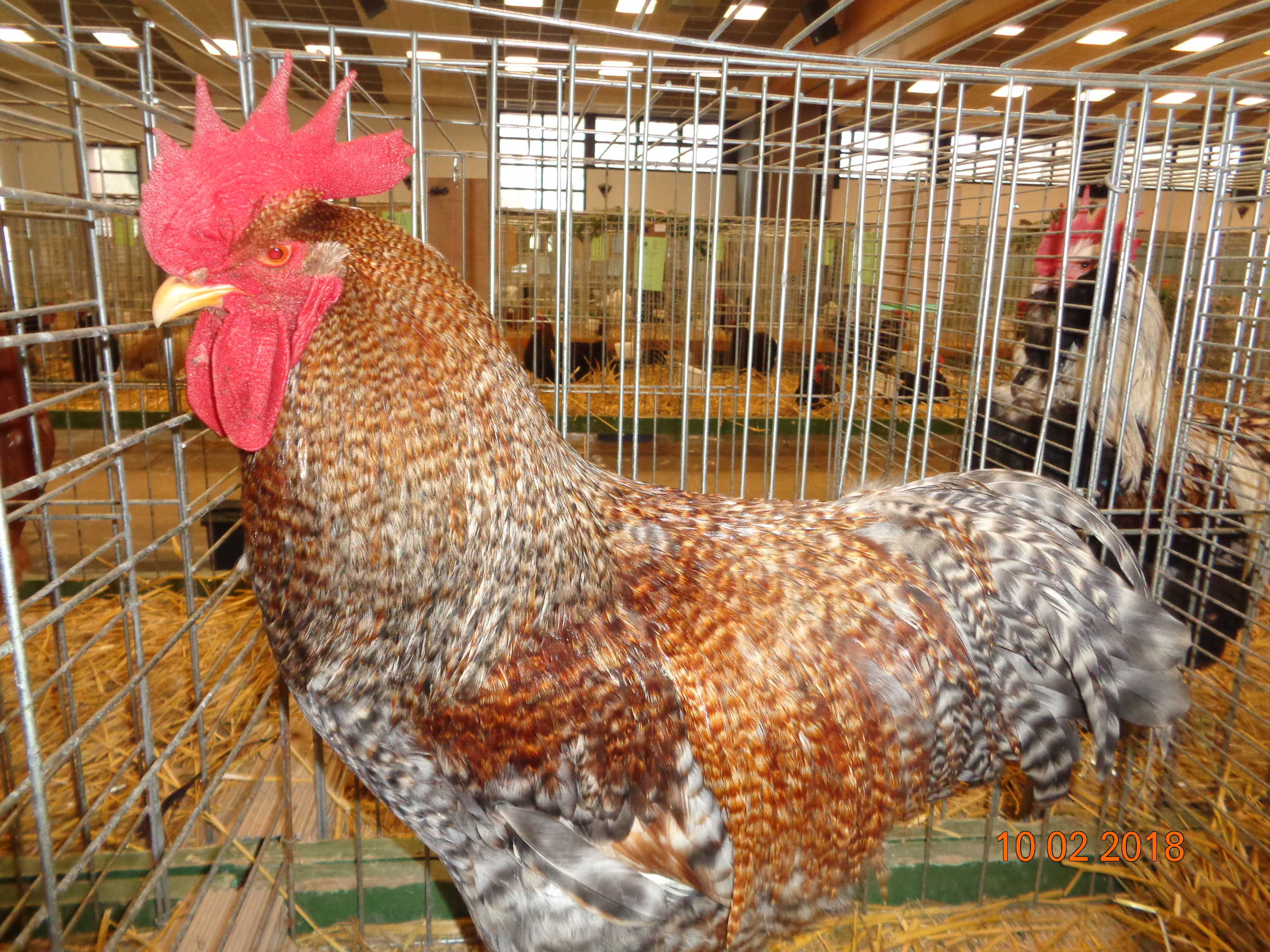
Coq Bielefelder saumon coucou doré rouillé grande race
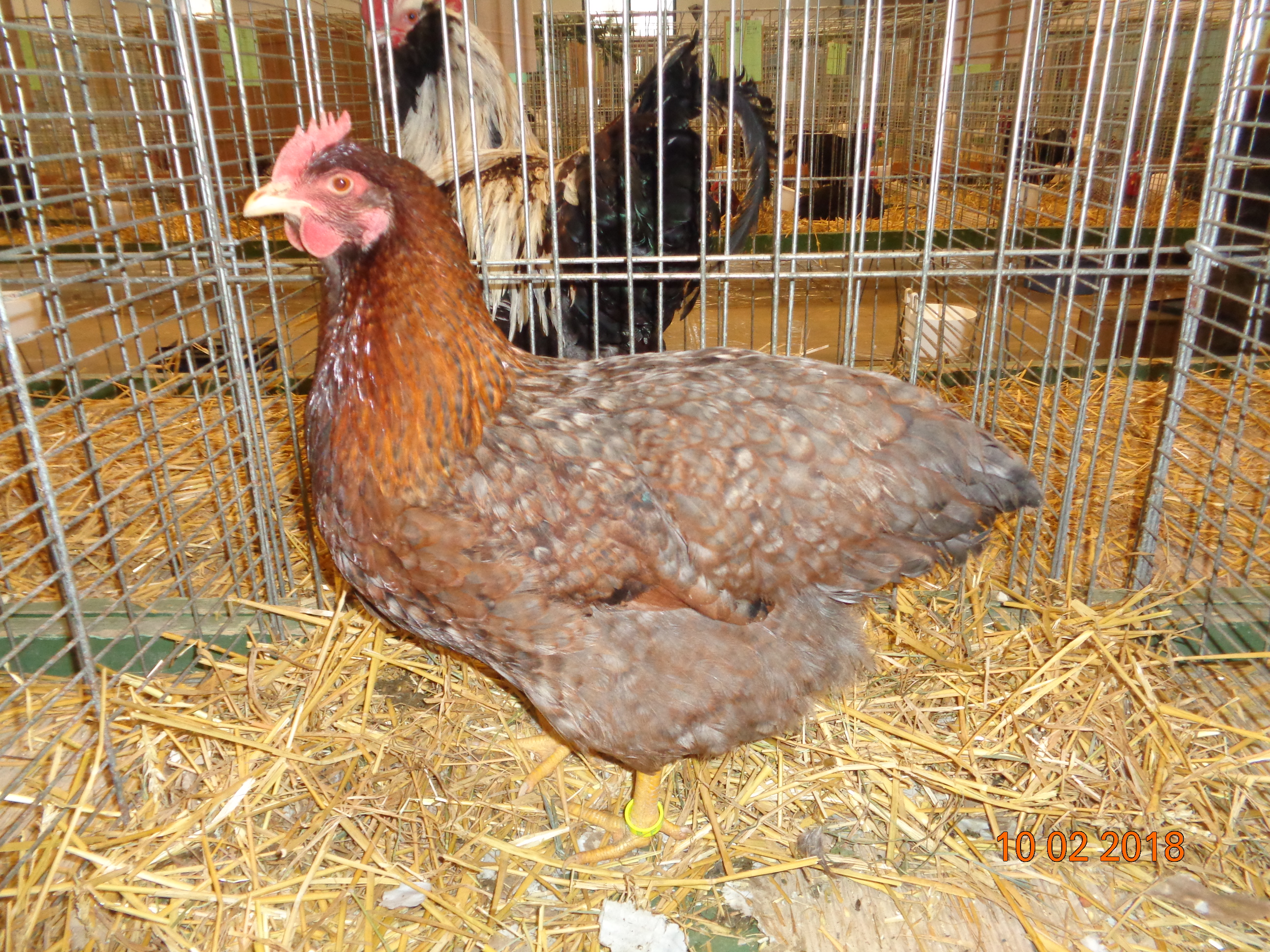
Poule Bielefelder saumon coucou doré rouillé
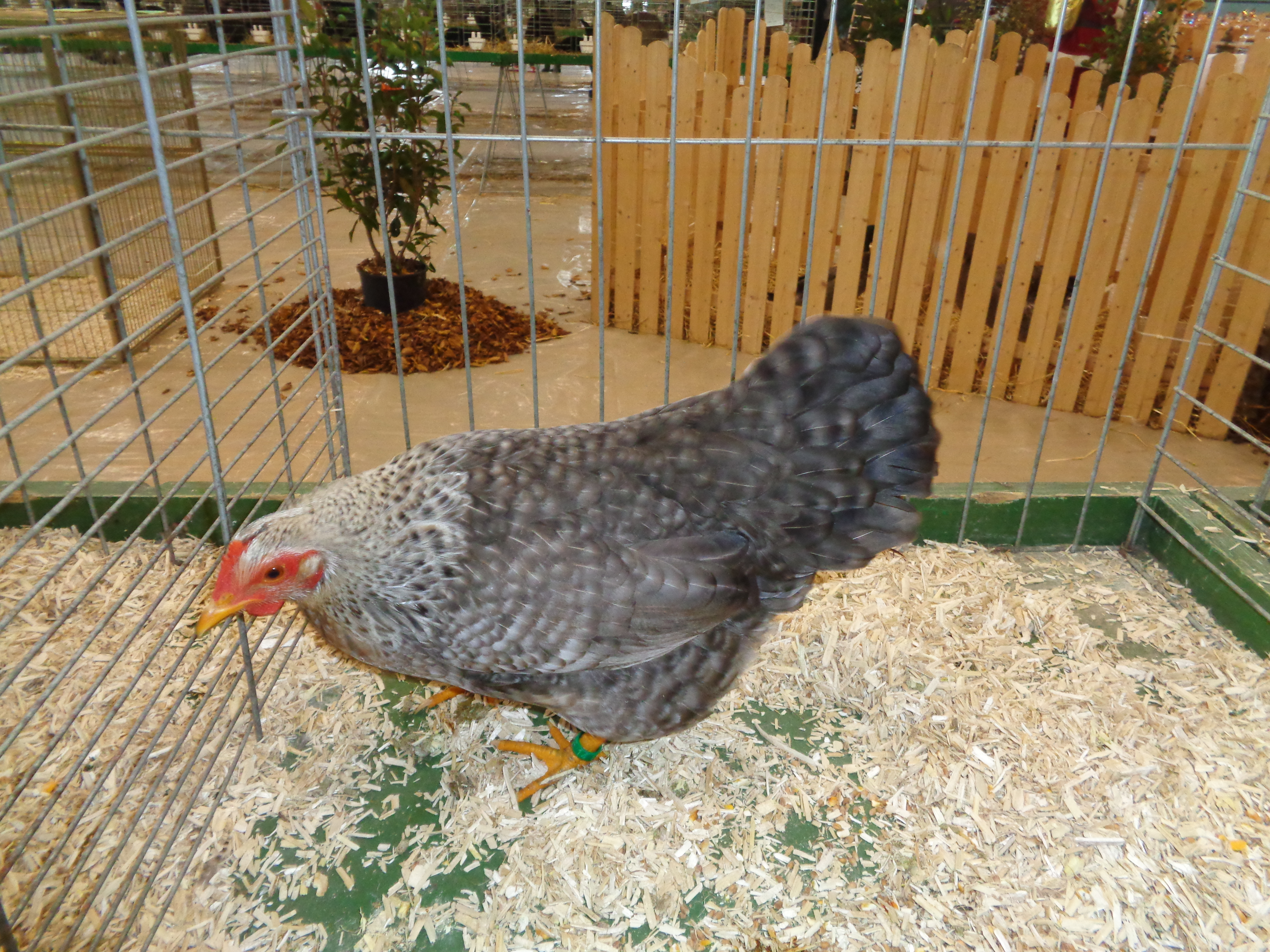
Poule Bielefelder naine saumon coucou argenté
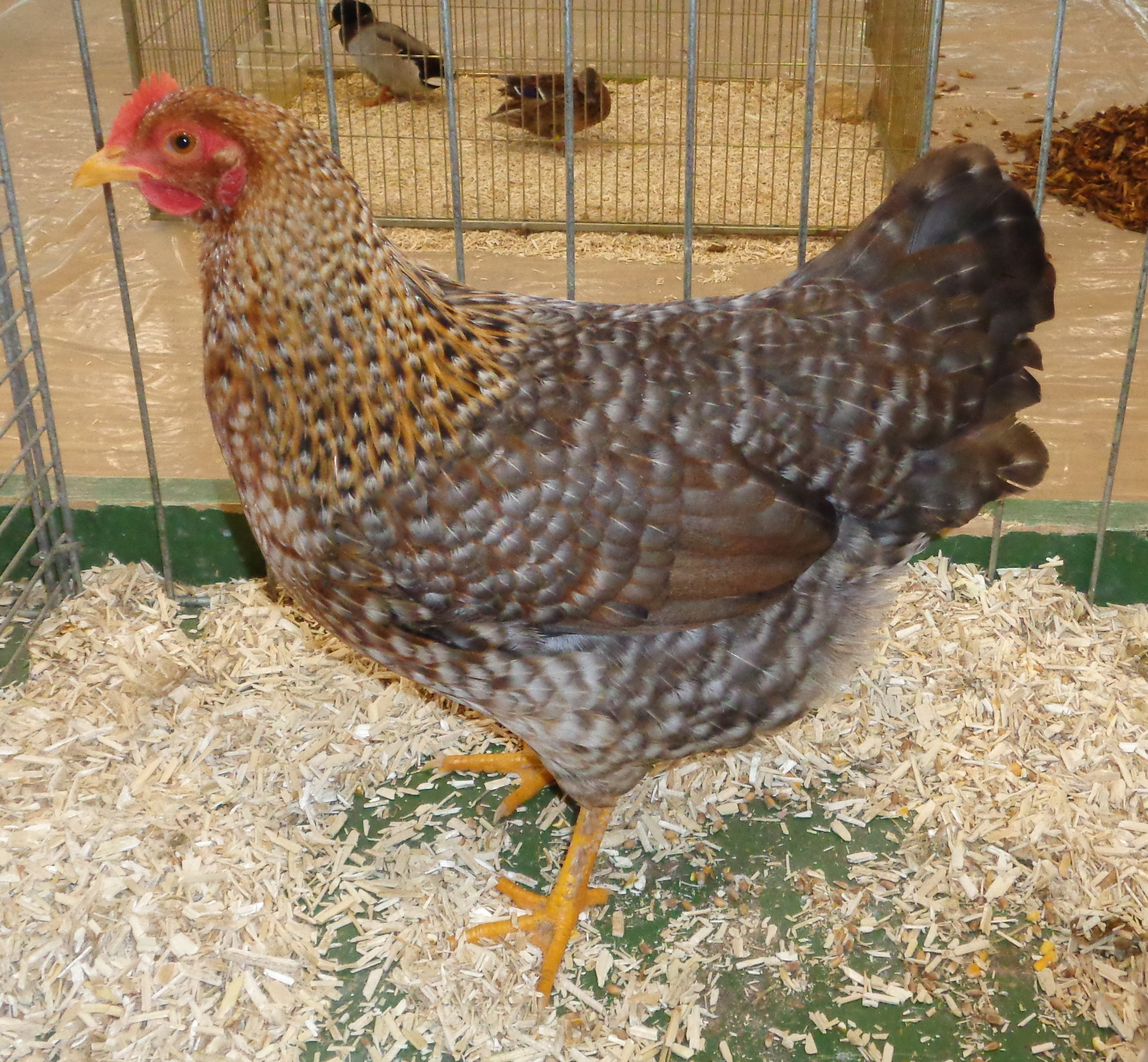
Poule Bielefelder naine saumon coucou doré rouillé